# Wittersheim (Bas-Rhin)
Wittersheim ist eine französische Gemeinde mit 710 Einwohnern (Stand 1. Januar 2021) im Département Bas-Rhin in der Region Grand Est (bis 2015 Elsass). Sie liegt im Kanton Haguenau und gehört zum Arrondissement Haguenau-Wissembourg.

## Geografie
Wittersheim liegt rund zehn Kilometer westlich von Haguenau und 20 Kilometer nördlich von Straßburg in der Landschaft Collines de Brumath („Hügel von Brumath“) am Rand der Oberrheinischen Tiefebene.
Das Dorf wird im Osten vom Rissbach, im Westen vom Duerrbachgraben und vom Gebolsheimerbach umflossen. Er trägt den Namen des Weilers Gebolsheim, der zur Gemeinde Wittersheim gehört. Beide Bäche sind linke Zuflüsse der Zorn.

### Nachbargemeinden
Wittersheim grenzt im Norden an Ohlungen, im Nordosten an Berstheim, im Osten an Hochstett, im Süden an Mommenheim, im Westen an Minversheim und im Nordwesten an Huttendorf.

## Geschichte
Grabfunde römischer Reliefs in Gebolsheim belegen, dass das Gebiet bereits in der Antike besiedelt war.
Wittersheim wurde im Jahr 742 erstmals erwähnt, als das Kloster Weißenburg hier Besitz bekam (Trad.Wiz. 052). Eine Kapelle schenkte König Otto III. im Jahr 994 dem Kloster Selz (MGH DD OIII 159b). Das Dorf gehörte im Mittelalter zur Landvogtei Hagenau und wurde im 15. Jahrhundert ein Reichsdorf. Es kam mit dem Westfälischen Frieden zu Frankreich. Von 1871 bis 1918 gehörte es zum Deutschen Reich.

### Religionen
Die Bevölkerung von Wittersheim ist mehrheitlich katholisch, es gab aber auch einen jüdischen Bevölkerungsanteil, der im Jahr 1807 bei 22 Prozent lag. Davon zeugt das katholisch-jüdische Waschhaus aus dem 19. Jahrhundert.

### Einwohnerentwicklung
| 1968 | 1975 | 1982 | 1990 | 1999 |
| ---- | ---- | ---- | ---- | ---- |
| 418  | 414  | 444  | 443  | 503  |

## Gemeindepartnerschaften
Es besteht eine Partnerschaft mit Wittersheim im Saarland.

## Sehenswürdigkeiten
Die Pfarrkirche Saint-Ulrich aus den 1760er-Jahren ist mit einer Orgel von 1859 ausgestattet. Auf dem Gebiet der Gemeinde stehen mehrere Flurkreuze, darunter das Rote Kreuz von 1791 in Wittersheim und das Kohlwegkreutz von 1686 in Gebolsheim. Das Rathaus (Mairie) von Wittersheim stammt aus dem zweiten Viertel des 19. Jahrhunderts. In Gebolsheim steht eine Mühle vom Ende des 18. oder Anfang des 19. Jahrhunderts.

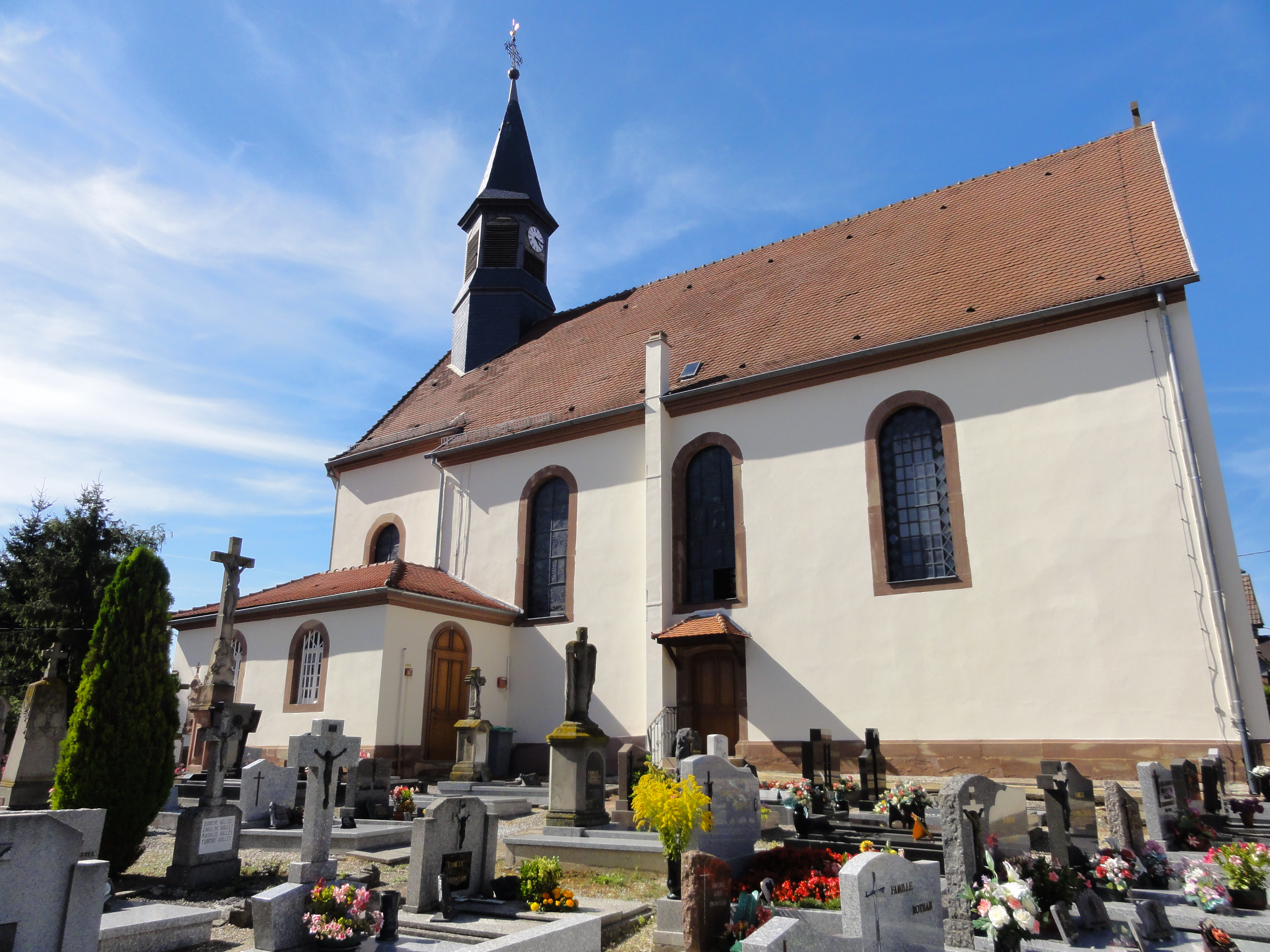
Pfarrkirche St. Ulrich
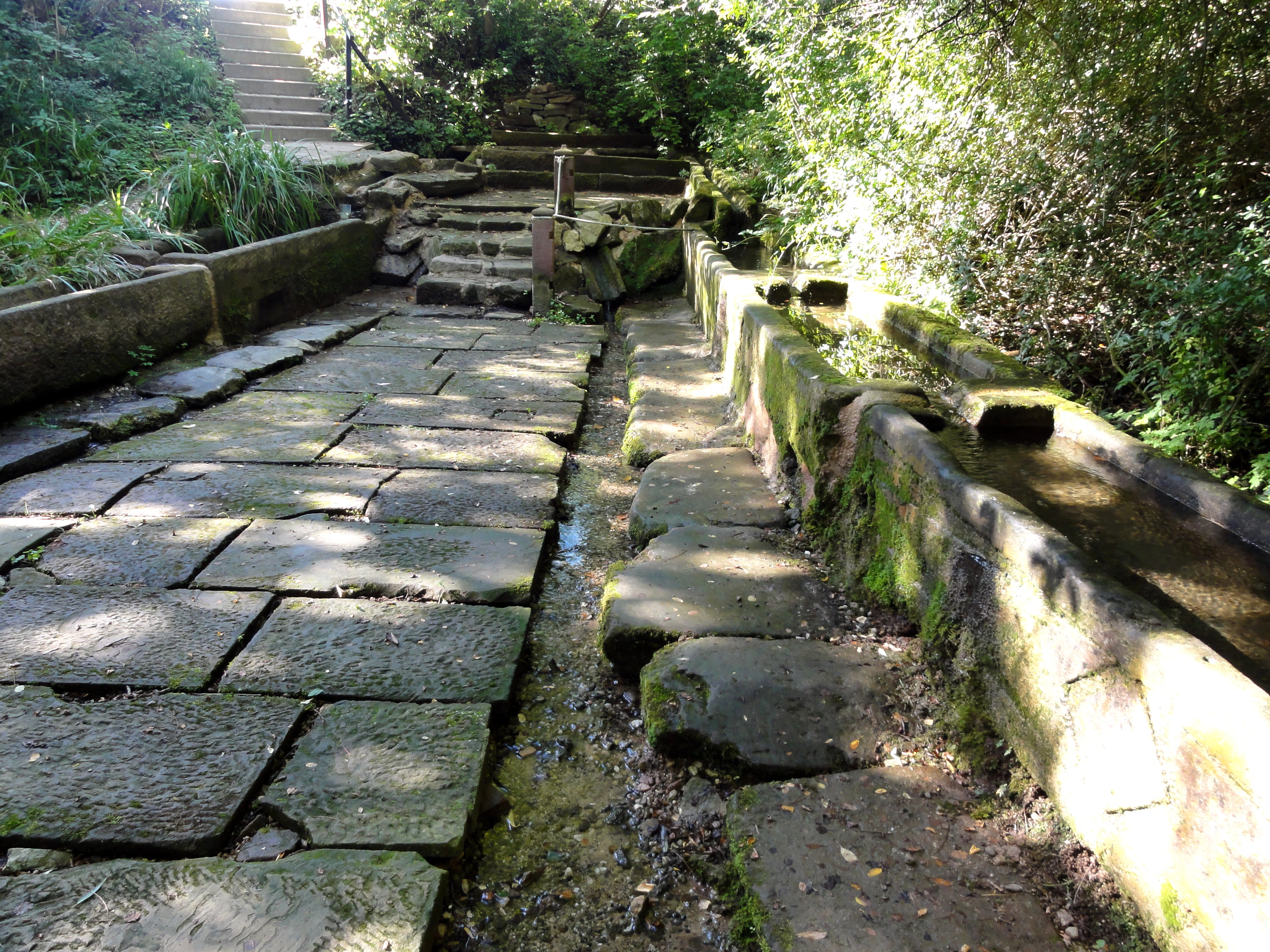
Quelle St. Ulrich mit katholischem und jüdischem Lavoir

## Wirtschaft und Infrastruktur
Wittersheim ist vorwiegend landwirtschaftlich geprägt. Die Weideflächen der Gemeinde werden für die Rinder- und Schweinehaltung genutzt.
Wittersheim ist durch eine Departementsstraße mit Mommenheim verbunden, wo Anschluss an die Autoroute A 4 Paris–Straßburg besteht, die hier mit der Europastraße E 25 zusammenfällt.

## Persönlichkeiten
Der Rabbiner Alexander Nathan wurde 1729 in Wittersheim geboren. Wegen seiner Herkunft nahm er den Nachnamen Elsässer an. Er wirkte ab 1769 in Freudental, wo er 1816 starb.